# Leichtathletik-Europameisterschaften 1954/Kugelstoßen der Frauen

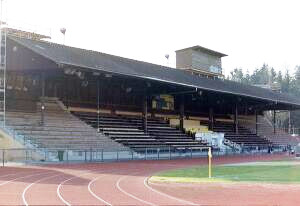
Tribüne des Stadions Neufeld in Bern

Das Kugelstoßen der Frauen bei den Leichtathletik-Europameisterschaften 1954 wurde 26. August 1954 im Stadion Neufeld in Bern ausgetragen.
In diesem Wettbewerb gab es einen Dreifachsieg für die Sowjetunion. Europameisterin wurde die Olympiasiegerin von 1952 Galina Sybina. Sie gewann vor Marija Kusnezowa. Bronze ging an die Olympiavierte von 1952 und Olympiasiegerin von 1956 Tamara Tyschkewitsch.

## Rekorde

### Bestehende Rekorde
| Weltrekord           | 16,20 s | Galina Sybina  | Malmö, Schweden        | 9. Oktober 1953 |
| Europarekord         | 16,20 s | Galina Sybina  | Malmö, Schweden        | 9. Oktober 1953 |
| Meisterschaftsrekord | 14,32 m | Anna Andrejewa | EM in Brüssel, Belgien | 23. August 1950 |

### Rekordverbesserung
Die sowjetische Europameisterin Galina Sybina verbesserte den Meisterschaftsrekord ihrer Landsfrau Anna Andrejewa im Wettbewerb am 26. August um 1,33 m auf 15,65 Meter. Ihren eigenen Welt- und Europarekord verfehlte sie um 55 Zentimeter.

## Durchführung
Der Wettbewerb wurde ohne eine vorherige Qualifikation durchgeführt. Alle sechzehn Teilnehmerinnen traten zum gemeinsamen Finale an.

## Finale

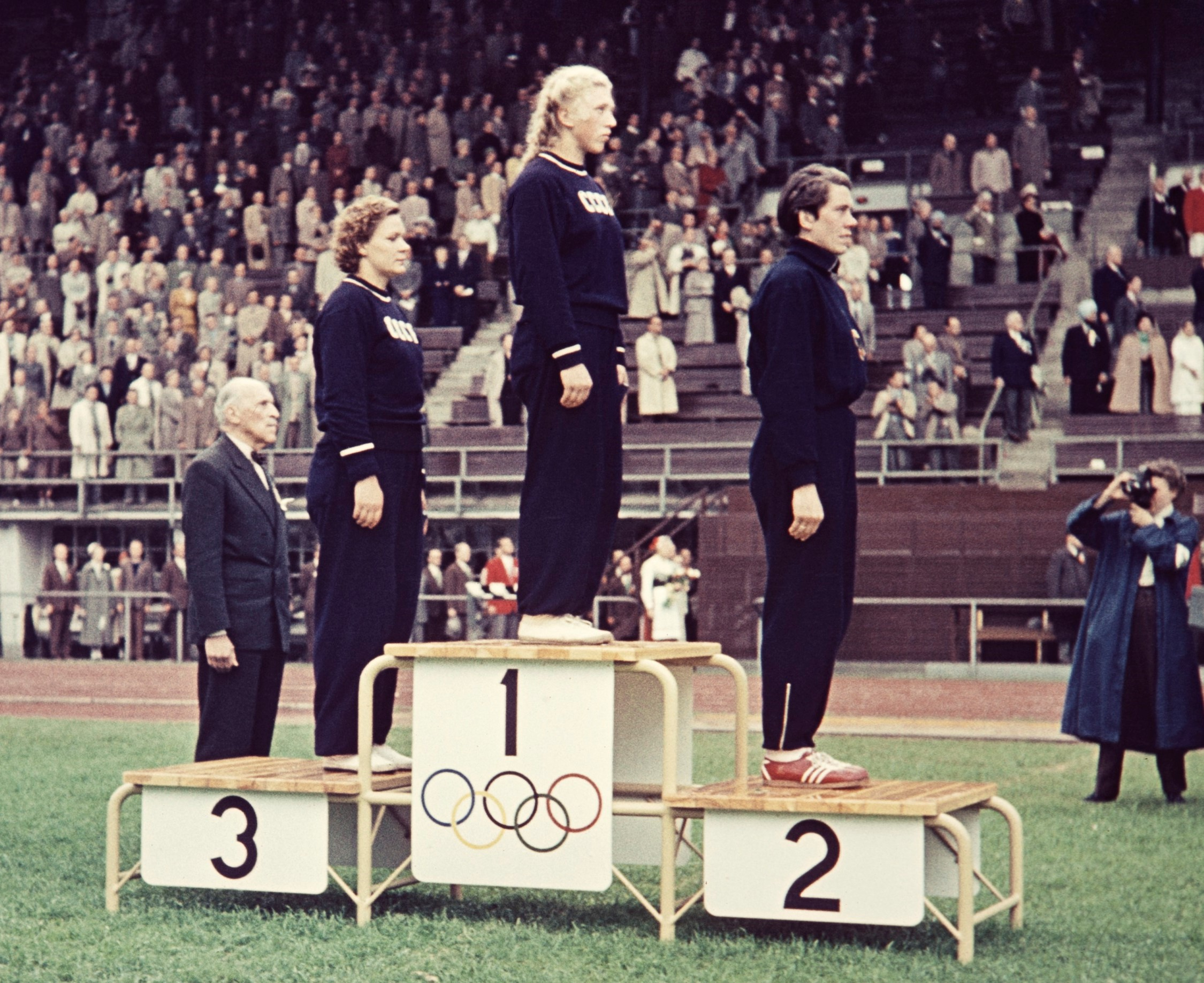
Europameisterin Galina Sybina – hier während der Siegerehrung bei den Olympischen Spielen 1952 ganz oben auf dem Podest – rechts Marianne Werner als Olympiazweite, die hier in Bern Fünfte wurde

26. August 1954, 18:00 Uhr
| Platz | Name                 | Nation           | Weite (m) |
| ----- | -------------------- | ---------------- | --------- |
| 1     | Galina Sybina        | Sowjetunion      | 15,65 CR  |
| 2     | Marija Kusnezowa     | Sowjetunion      | 14,99     |
| 3     | Tamara Tyschkewitsch | Sowjetunion      | 14,78     |
| 4     | Adéla Tislerova      | Tschechoslowakei | 14,02     |
| 5     | Marianne Werner      | BR Deutschland   | 13,92     |
| 6     | Marija Radosavljević | Jugoslawien      | 13,71     |
| 7     | Marlene Biedermann   | BR Deutschland   | 12,96     |
| 8     | Mária Fehér          | Ungarn           | 12,93     |
| 9     | Anni Pöll            | Österreich       | 12,89     |
| 10    | Melania Velicu       | Rumänien         | 12,73     |
| 11    | Regina Branner       | Österreich       | 12,67     |
| 12    | Jaroslava Křítková   | Tschechoslowakei | 12,53     |
| 13    | Herlinde Peyker      | Österreich       | 12,30     |
| 14    | Rosmarie Bosshard    | Schweiz          | 11,86     |
| 15    | Simone Saenen        | Belgien          | 11,64     |
| 16    | Nicole Oosterlynck   | Belgien          | 11,04     |